# Puchar Włoch w piłce siatkowej mężczyzn

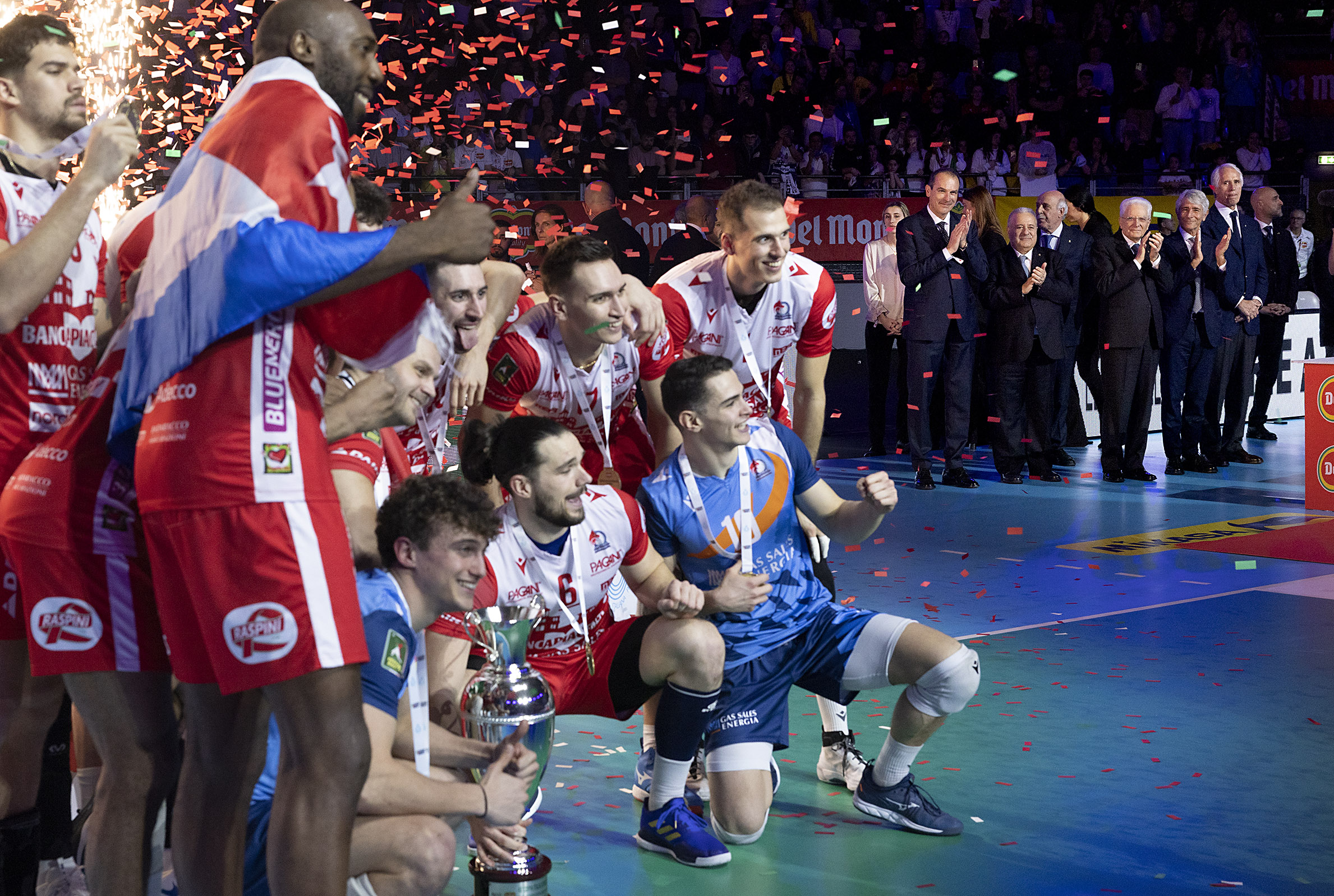
Gas Sales Bluenergy Piacenza zwycięzcą Pucharu Włoch 2022/2023

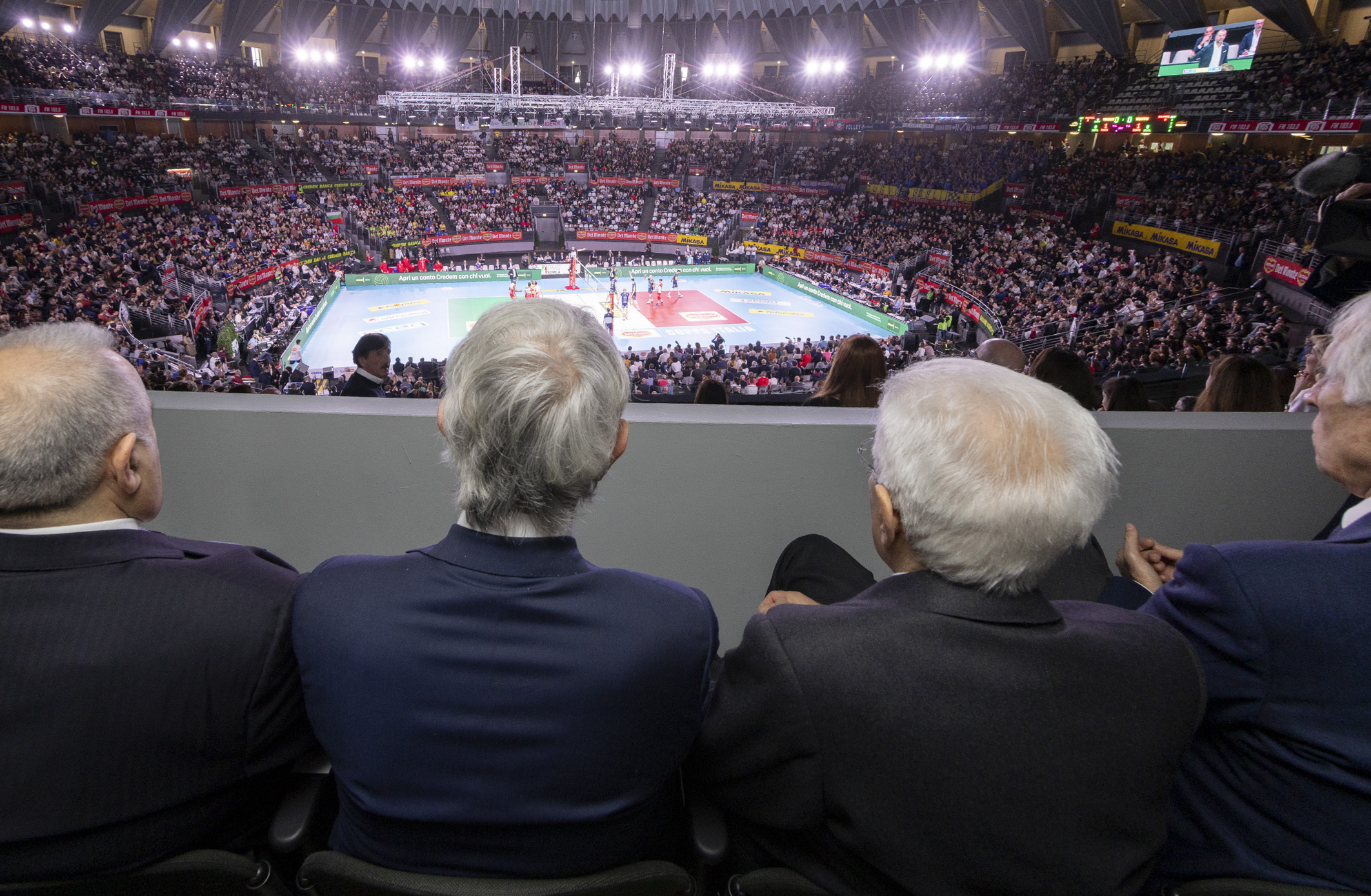
PalaLottomatica miejsce turnieju finałowego Pucharu Włoch 2022/2023

Puchar Włoch w piłce siatkowej mężczyzn (wł. Coppa Italia) – cykliczne rozgrywki w piłce siatkowej organizowane corocznie przez Lega Pallavolo Serie A we współpracy z Włoskim Związkiem Piłki Siatkowej (wł. Federazione Italiana Pallavolo, FIPAV) dla włoskich męskich drużyn klubowych. 
Rozgrywki o siatkarski Puchar Włoch rozgrywane są od 1978 roku. Pierwszym zwycięzcą tych rozgrywek został klub Pallavolo Modena, który w swojej historii sięgnął po to trofeum 10 razy.

## System rozgrywek
Puchar Włoch w obecnej formule rozgrywany jest od 2001 roku.
W rozgrywkach bierze udział 8 najlepszych zespołów pierwszej rundy fazy zasadniczej Serie A1. Tworzą one ze sobą pary ćwierćfinałowe według klucza: 1-8, 2-7, 3-6, 4-5. Zwycięzcy ćwierćfinałów awansują do turnieju finałowego, w trakcie którego rozgrywane są półfinały i finał. Nie odbywa się mecz o 3. miejsce. 
Zdobywca Pucharu Włoch ma zagwarantowany udział w Superpucharze Włoch i Pucharze Challenge.

## Zwycięzcy
| Sezon     | 1. miejsce                   | 2. miejsce                        | Miejsce finału                     |
| --------- | ---------------------------- | --------------------------------- | ---------------------------------- |
| 1978/1979 | Panini Modena                | Klippan Turyn                     | Wenecja (PalaTaliercio)            |
| 1979/1980 | Panini Modena                | Edilcuoghi Sassuolo               | Modena (PalaPanini)                |
| 1980/1981 | Edilcuoghi Sassuolo          | Robe di Kappa Turyn               | Ankona (PalaVeneto)                |
| 1981/1982 | Santal Parma                 | Panini Modena                     | Battipaglia (PalaZauli)            |
| 1982/1983 | Santal Parma                 | Robe di Kappa Turyn               | Florencja (Palasport I.T.I.)       |
| 1983/1984 | Bartolini Bologna            | Panini Modena                     | Forlì (PalaFiera)                  |
| 1984/1985 | Panini Modena                | Enermix Mediolan                  | Chieti (PalaCUS)                   |
| 1985/1986 | Panini Modena                | Tartarini Bologna                 | Arona (Palasport)                  |
| 1986/1987 | Santal Parma                 | Panini Modena                     | brak jednego miejsca               |
| 1987/1988 | Panini Modena                | Camst Bologna                     | brak jednego miejsca               |
| 1988/1989 | Panini Modena                | Sisley Treviso                    | brak jednego miejsca               |
| 1989/1990 | Maxicono Parma               | Philips Modena                    | Mediolan (PalaTrussardi)           |
| 1990/1991 | Il Messaggero Rawenna        | Mediolanum Mediolan               | Wenecja (PalaTaliercio)            |
| 1991/1992 | Maxicono Parma               | Mediolanum Mediolan               | Villorba (PalaVerde)               |
| 1992/1993 | Sisley Treviso               | Maxicono Parma                    | Neapol (PalaArgento)               |
| 1993/1994 | Daytona Modena               | Maxicono Parma                    | Perugia (PalaEvangelisti)          |
| 1994/1995 | Las Daytona Modena           | Sisley Treviso                    | Rzym (PalaLottomatica)             |
| 1995/1996 | Alpitour Traco Cuneo         | Sisley Treviso                    | Florencja (MandelaForum)           |
| 1996/1997 | Las Daytona Modena           | Alpitour Traco Cuneo              | Siena (Pala Mens Sana)             |
| 1997/1998 | Unibon Modena                | Alpitour Traco Cuneo              | Florencja (MandelaForum)           |
| 1998/1999 | TNT Traco Cuneo              | Sisley Treviso                    | Rzym (PalaLottomatica)             |
| 1999/2000 | Sisley Treviso               | BresciaLat Bossini Montichiari    | Assago (Mediolanum Forum)          |
| 2000/2001 | Lube Banca Marche Macerata   | Sisley Treviso                    | Ankona (PalaRossini)               |
| 2001/2002 | Noicom Bre Banca Cuneo       | Maxicono Parma                    | Assago (Mediolanum Forum)          |
| 2002/2003 | Lube Banca Marche Macerata   | Sisley Treviso                    | Trydent (PalaTrento)               |
| 2003/2004 | Sisley Treviso               | Noicom Bre Banca Cuneo            | Florencja (MandelaForum)           |
| 2004/2005 | Sisley Treviso               | Tonno Callipo Vibo Valentia       | Forlì (PalaFiera)                  |
| 2005/2006 | Bre Banca Lannutti Cuneo     | Copra Berni Piacenza              | Forlì (PalaFiera)                  |
| 2006/2007 | Sisley Treviso               | M. Roma Volley                    | Assago (Mediolanum Forum)          |
| 2007/2008 | Lube Banca Marche Macerata   | M. Roma Volley                    | Assago (Mediolanum Forum)          |
| 2008/2009 | Lube Banca Marche Macerata   | Bre Banca Lannutti Cuneo          | Forlì (PalaFiera)                  |
| 2009/2010 | Itas Diatec Trentino         | Bre Banca Lannutti Cuneo          | Montecatini Terme (PalaTerme)      |
| 2010/2011 | Bre Banca Lannutti Cuneo     | Itas Diatec Trentino              | Werona (PalaOlimpia)               |
| 2011/2012 | Itas Diatec Trentino         | Lube Banca Marche Macerata        | Rzym (PalaLottomatica)             |
| 2012/2013 | Itas Diatec Trentino         | Cucine Lube Banca Marche Macerata | Assago (Mediolanum Forum)          |
| 2013/2014 | Copra Elior Piacenza         | Sir Safety Perugia                | Bolonia (PalaDozza)                |
| 2014/2015 | Parmareggio Modena           | Energy T.I. Diatec Trentino       | Bolonia (PalaDozza)                |
| 2015/2016 | DHL Modena                   | Diatec Trentino                   | Assago (Mediolanum Forum)          |
| 2016/2017 | Cucine Lube Civitanova       | Diatec Trentino                   | Casalecchio di Reno (Unipol Arena) |
| 2017/2018 | Sir Safety Conad Perugia     | Cucine Lube Civitanova            | Bari (PalaFlorio)                  |
| 2018/2019 | Sir Safety Conad Perugia     | Cucine Lube Civitanova            | Casalecchio di Reno (Unipol Arena) |
| 2019/2020 | Cucine Lube Civitanova       | Sir Safety Conad Perugia          | Casalecchio di Reno (Unipol Arena) |
| 2020/2021 | Cucine Lube Civitanova       | Sir Safety Conad Perugia          | Casalecchio di Reno (Unipol Arena) |
| 2021/2022 | Sir Safety Conad Perugia     | Itas Trentino                     | Casalecchio di Reno (Unipol Arena) |
| 2022/2023 | Gas Sales Bluenergy Piacenza | Itas Trentino                     | Rzym (PalaLottomatica)             |
| 2023/2024 | Sir Susa Vim Perugia         | Mint Vero Volley Monza            | Casalecchio di Reno (Unipol Arena) |
| 2024/2025 | Cucine Lube Civitanova       | Rana Werona                       | Casalecchio di Reno (Unipol Arena) |